# Xã Lincoln, Quận Isabella, Michigan
Xã Lincoln (tiếng Anh: Lincoln Township) là một xã thuộc quận Isabella, tiểu bang Michigan, Hoa Kỳ. Năm 2010, dân số của xã này là 2.115 người.